# Argonauts
Der Argonauts Football Club war ein Fußballverein aus London, der sich von 1928 bis 1930 dreimal um die Aufnahme in die Football League bewarb, ohne jemals ein Spiel bestritten oder über eine Mannschaft verfügt zu haben.

## Geschichte
Im März 1928 wurden erstmals die Pläne von Richard W. „Dick“ Sloley, Funktionär beim Amateurklub AFC Ealing und früherer Spieler des AFC Cambridge University und des englischen Amateurnationalteams, bekannt, die in Anlehnung an den schottischen Klub FC Queen’s Park vorsahen, mit einem reinen Amateurteam dem Profispielbetrieb der Football League beizutreten. Sloley als Vereinssekretär sorgte für eine ordnungsgemäße Vereinsgründung, verfügte über ausreichend finanzielle Unterstützung und formierte mit einigen Mitstreitern ein Komitee. Zudem hatte er in der Sportzeitung Athletic News einen bedeutenden Fürsprecher für sein Vorhaben. Der Klub wurde nach den Argonauten aus der Griechischen Mythologie benannt, einer beliebten Namensquelle des bildungselitären englischen Amateurfußballs.
Als Heimstadion war ursprünglich das White City Stadium vorgesehen. Nachdem alle Vereine der Football League angeschrieben wurden, um für die Idee zu werben, meldeten der FC Brentford und die Queens Park Rangers, beide in der Nähe des White City Stadiums beheimatet und mit eher geringem Zuschauerzuspruch gesegnet, Bedenken an. Obwohl die Verantwortlichen argumentierten, dass man sich nicht als lokaler Verein verstehe und in erster Linie Anhänger des Amateurfußballs ansprechen wolle, nahm man die Einwände ernst und konnte nach Verhandlungen mit Stadion-Besitzer Arthur Elvin stattdessen das etwas weiter nördlich gelegene Wembley-Stadion als potentielle Heimspielstätte präsentieren.
Kurz vor der jährlichen Hauptversammlung der Mitglieder der Football League, auf der auch über die Anträge zur (Wieder-)Aufnahme der Klubs entschieden wurde, vermeldeten die Argonauts, über Zusagen von 33 Amateur-Spitzenspielern zu verfügen, eine Anzahl die insbesondere angesichts der möglichen Terminkollisionen der Amateure mit ihren beruflichen Verpflichtungen vonnöten war. Trotz aller Anstrengungen verpasste der Verein schließlich mit 16 Stimmen die Aufnahme in die Football League Third Division South zur Saison 1928/29, die beiden Tabellenletzten der Vorsaison, Torquay United (42) und Merthyr Town (27), waren mit ihrer Bitte um Wiederaufnahme stattdessen erfolgreich.
Wenngleich bereits nach dem gescheiterten Anlauf 1928 die Auflösung verkündet wurde, stellte man sich 1929 wiederum zur Wahl. Mit Exeter City und dem FC Gillingham mussten sich allerdings zwei gestandene und etablierte Klubs um Wiederaufnahme bewerben, so dass für die Argonauts nur noch sechs Stimmen abfielen, trotz allem das beste Ergebnis der fünf um Neuaufnahme bittenden Klubs. Erneut wurde nach dem Scheitern die Beendigung des Projekts bekannt gegeben, aber auch 1930 trat der Klub zum dritten Mal in Folge zur Wahl an. Das Momentum des Amateurprojekts war allerdings längst passé und obwohl mit Merthyr Town ein Verein nicht wiedergewählt wurde, erhielten die Argonauts keine Stimme. Stattdessen wurde der kurzlebige, ebenfalls in London ansässige Klub Thames AFC in die Football League gewählt.